# Paris Saint-Germain Football Club 2017-2018
Questa voce raccoglie le informazioni riguardanti il Paris Saint-Germain Football Club nelle competizioni ufficiali della stagione 2017-2018.

## Stagione

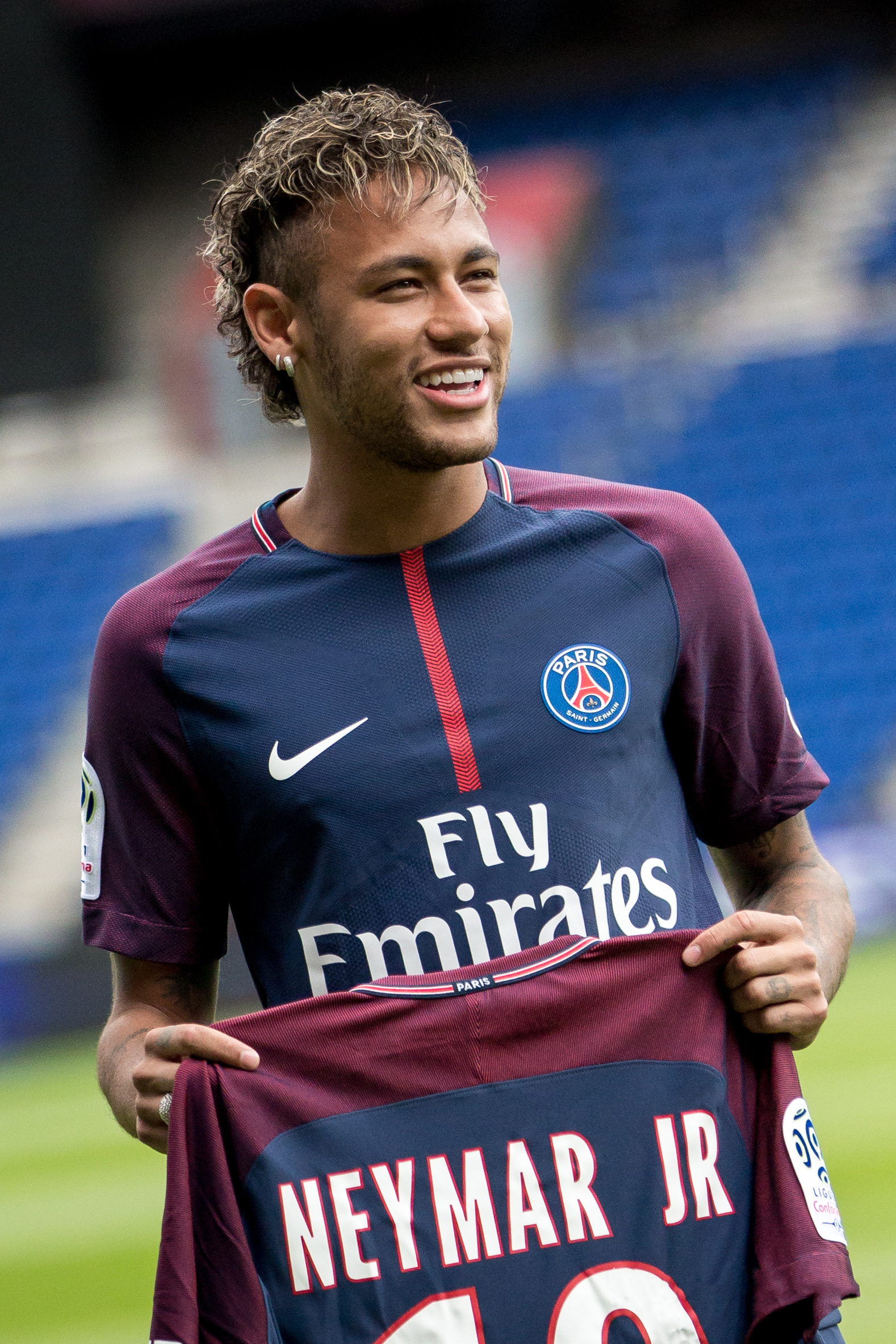
La presentazione di Neymar, trasferimento più costoso nella storia del calcio.

I vice-campioni di Francia del PSG puntano con decisione alla vittoria del campionato, dopo l'exploit del Monaco nel precedente torneo. Unai Emery incassa la fiducia della dirigenza ed è confermato sulla panchina dei parigini. Con l'obiettivo di ristabilire la propria supremazia in Francia e di conquistare la tanto agognata affermazione in campo europeo, il PSG è protagonista di una campagna acquisti estiva faraonica in cui il club realizza i due trasferimenti più costosi nella storia del calcio. Neymar, attaccante brasiliano del Barcellona, e Kylian Mbappé, sottratto ai rivali del Monaco, per un costo rispettivamente di 222 milioni e 180 milioni di euro. La seconda operazione, tramutata in un prestito con obbligo di riscatto, verrà formalizzata la stagione successiva, aggirando così i paletti del fair play finanziario.
Il primo scontro stagionale con il Monaco va in scena a Tangeri, in occasione della Supercoppa di Francia. L'iniziale vantaggio dei monegaschi con Sidibé è cancellato da un altro dei nuovi acquisti, il laterale brasiliano Dani Alves, protagonista con il gol del pareggio e l'assist del 2-1 decisivo di Rabiot. Il PSG conquista così la quinta Supercoppa consecutiva, la settima in assoluto. L'impatto dei parigini sul campionato è ottimo, con la vetta solitaria della classifica assunta alla quarta giornata e mai ceduta fino alla fine del torneo. Nel girone di andata il PSG raccoglie 50 punti, frutto di 16 vittorie su 19 partite, pareggiando nelle trasferte a Montpellier e Olympique Marsiglia, perdendo contro lo Strasburgo. Altrettanto perentorio è l'approccio dei parigini alla Champions League, dove realizzano ben 25 gol nelle sei partite del girone comprendente anche Bayern Monaco, Anderlecht e Celtic. Il PSG vince il raggruppamento aggiudicandosi le prime cinque partite ed uscendo sconfitto dall'ultimo incontro all'Allianz Arena.
Nel girone di ritorno il PSG gestisce con autorità il grande vantaggio accumulato nella prima parte di campionato, con la sola parentesi negativa del KO rimediato in casa dell'Olympique Lione. Assicurata la prima posizione in classifica, i parigini hanno modo di concentrarsi sulle altre competizioni. Il sorteggio della fase finale di Champions League riserva però come avversario il Real Madrid, vincitore delle ultime due edizioni della coppa continentale. Il PSG esce sconfitto da entrambi i confronti con i madrileni, unica squadra in tutta la stagione capace di vincere al Parco dei Principi. Ancora una volta il cammino in Champions dei parigini si interrompe agli ottavi di finale, eliminato da una squadra spagnola per la quinta volta nelle ultime sei stagioni. Il PSG ha modo di rifarsi vincendo la sua ottava Coupe de la Ligue, la quinta consecutiva, battendo per l'ennesima volta il Monaco con un perentorio 3-0.
Il 15 aprile 2018 il PSG umilia il Monaco 7-1, con tripletta di Neymar, laureandosi con cinque giornate d'anticipo campione di Francia per la settima volta nella sua storia.

## Maglie e sponsor
| Casa | Trasferta | Terza divisa |

## Organigramma societario
Area direttiva
- Presidente: Nasser Al-Khelaïfi
- Direttore generale: Jean-Claude Blanc
- Direttore generale amministrazione e finanze: Philippe Boindrieux
- Direttore generale attività commerciali: Frédéric Longuepee

Area organizzativa
- Segretario generale: Benoît Rousseau
- Direttore della biglietteria: Nicolas Arndt
- Direttore della sicurezza: Jean-Philippe D'Hallivillée

Area comunicazione
- Direttore relazioni esterne: Guillaume Le Roy
- Protocollo e relazioni pubbliche: Katia Krekowiak
- Ufficio stampa: Yann Guerin

Area marketing
- Direttore marketing: Michel Mimran

Area tecnica
- Direttore sportivo: Patrick Kluivert
- Direttore centro di formazione: Bertrand Reuzeau
- Allenatore: Unai Emery
- Allenatore in seconda: Jean-Louis Gasset
- Collaboratore tecnico: Zoumana Camara
- Preparatori atletici: Philippe Lambert, Denis Lefebve, Simon Colinet
- Preparatore dei portieri: Nicolas Dehon

Area sanitaria
- Responsabile: Eric Rolland
- Medico sociale: Joffrey Martin
- Massaggiatori: Bruno Le Natur, Jérôme Andral, Dario Fort, Gaël Pasquer, Cyril Praud

## Rosa
| N. |                           | Ruolo | Calciatore              |
| -- | ------------------------- | ----- | ----------------------- |
| 1  | Germania (bandiera)       | P     | Kevin Trapp             |
| 2  | Brasile (bandiera)        | D     | Thiago Silva (capitano) |
| 3  | Francia (bandiera)        | D     | Presnel Kimpembe        |
| 4  | Polonia (bandiera)        | C     | Grzegorz Krychowiak     |
| 5  | Brasile (bandiera)        | D     | Marquinhos              |
| 6  | Italia (bandiera)         | C     | Marco Verratti          |
| 7  | Brasile (bandiera)        | A     | Lucas Moura             |
| 8  | Italia (bandiera)         | C     | Thiago Motta            |
| 9  | Uruguay (bandiera)        | A     | Edinson Cavani          |
| 10 | Brasile (bandiera)        | A     | Neymar                  |
| 11 | Argentina (bandiera)      | C     | Ángel Di María          |
| 12 | Belgio (bandiera)         | D     | Thomas Meunier          |
| 13 | Francia (bandiera)        | C     | Blaise Matuidi          |
| 15 | Portogallo (bandiera)     | A     | Gonçalo Guedes          |
| 16 | Francia (bandiera)        | P     | Alphonse Areola         |
| 17 | Spagna (bandiera)         | D     | Yuri Berchiche          |
| 18 | Argentina (bandiera)      | C     | Giovani Lo Celso        |
| 19 | Costa d'Avorio (bandiera) | D     | Serge Aurier            |
| 19 | Francia (bandiera)        | C     | Lassana Diarra          |
| 20 | Francia (bandiera)        | D     | Layvin Kurzawa          |

| N. |                        | Ruolo | Calciatore               |
| -- | ---------------------- | ----- | ------------------------ |
| 21 | Francia (bandiera)     | C     | Hatem Ben Arfa           |
| 22 | Spagna (bandiera)      | A     | Jesé                     |
| 23 | Germania (bandiera)    | C     | Julian Draxler           |
| 24 | Francia (bandiera)     | C     | Christopher Nkunku       |
| 25 | Francia (bandiera)     | C     | Adrien Rabiot            |
| 27 | Argentina (bandiera)   | C     | Javier Pastore           |
| 29 | Francia (bandiera)     | A     | Kylian Mbappé            |
| 31 | Francia (bandiera)     | C     | Alec Georgen             |
| 32 | Brasile (bandiera)     | D     | Dani Alves               |
| 33 | Francia (bandiera)     | D     | Kévin Rimane             |
| 34 | Francia (bandiera)     | C     | Lorenzo Callegari        |
| 35 | Francia (bandiera)     | C     | Antoine Bernede          |
| 36 | Francia (bandiera)     | C     | Roli Pereira de Sa       |
| 37 | Francia (bandiera)     | A     | Odsonne Édouard          |
| 37 | Stati Uniti (bandiera) | A     | Timothy Weah             |
| 38 | Francia (bandiera)     | A     | Jean-Christophe Bahebeck |
| 38 | Francia (bandiera)     | D     | Stanley Nsoki            |
| 39 | Francia (bandiera)     | C     | Yacine Adli              |
| 40 | Francia (bandiera)     | P     | Rémy Descamps            |
| 40 | Francia (bandiera)     | P     | Sébastien Cibois         |

## Calciomercato

### Sessione estiva(dal 09/06 al 31/08)
| Acquisti         | Acquisti                 | Acquisti           | Acquisti                   |
| R.               | Nome                     | da                 | Modalità                   |
| ---------------- | ------------------------ | ------------------ | -------------------------- |
| P                | Salvatore Sirigu         | Siviglia           | fine prestito              |
| D                | Dani Alves               |                    | svincolato                 |
| D                | Yuri Berchiche           | Real Sociedad      | definitivo (16 milioni €)  |
| D                | Youssouf Sabaly          | Bordeaux           | fine prestito              |
| C                | Roli Pereira de Sa       | Tours              | fine prestito              |
| C                | Haruta Fujimoto          | Kamakura Red Bulls | fine prestito              |
| A                | Jean-Christophe Bahebeck | Pescara            | fine prestito              |
| A                | Odsonne Édouard          | Tolosa             | fine prestito              |
| A                | Jesé                     | Las Palmas         | fine prestito              |
| A                | Kylian Mbappé            | Monaco             | prestito                   |
| A                | Neymar                   | Barcellona         | definitivo (222 milioni €) |
| A                | Hervin Ongenda           | PEC Zwolle         | fine prestito              |
| Altre operazioni |                          |                    |                            |
| R.               | Nome                     | da                 | Modalità                   |
| D                | Isaac Hemans             | O. Lione           | definitivo                 |
| D                | Hervé Mombela            |                    | svincolato                 |
| C                | Samuel Guibert           | SAS Épinal         | definitivo                 |
| C                | Romain Habran            | Boulogne           | fine prestito              |
| C                | Sabri Haddadou           | Angers             | definitivo                 |
| C                | Farès Hassani            |                    | svincolato                 |
| C                | Gustavo Hebling          | PEC Zwolle         | fine prestito              |
| C                | Hicham M'Laab            |                    | svincolato                 |
| C                | Abdallah Yaisien         | Lorient            | definitivo                 |
| A                | Wilfried Kanga           | Créteil-Lusitanos  | fine prestito              |

| Cessioni         | Cessioni                 | Cessioni      | Cessioni                       |
| R.               | Nome                     | a             | Modalità                       |
| ---------------- | ------------------------ | ------------- | ------------------------------ |
| P                | Salvatore Sirigu         |               | svincolato                     |
| D                | Serge Aurier             | Tottenham     | definitivo (25 milioni €)      |
| D                | Maxwell                  |               | fine carriera                  |
| D                | Youssouf Sabaly          | Bordeaux      | definitivo (4 milioni €)       |
| C                | Gonçalo Guedes           | Valencia      | prestito                       |
| C                | Jonathan Ikoné           | Montpellier   | rinnovo prestito               |
| C                | Grzegorz Krychowiak      | West Bromwich | prestito                       |
| C                | Blaise Matuidi           | Juventus      | definitivo (20+10,5 milioni €) |
| C                | Roli Pereira de Sa       |               | svincolato                     |
| A                | Jean-Kévin Augustin      | Lipsia        | definitivo (13 milioni €)      |
| A                | Jean-Christophe Bahebeck | Utrecht       | prestito                       |
| A                | Odsonne Édouard          | Celtic        | prestito                       |
| A                | Jesé                     | Stoke City    | prestito                       |
| Altre operazioni |                          |               |                                |
| R.               | Nome                     | a             | Modalità                       |
| P                | Léonard Aggoune          |               | svincolato                     |
| D                | Fodé Ballo-Touré         |               | svincolato                     |
| D                | Dylan Batubinsika        |               | svincolato                     |
| D                | Anthony Brydges          |               | svincolato                     |
| D                | Mahamadou Dembélé        |               | svincolato                     |
| D                | Felix Eboa Eboa          | Guingamp      | definitivo                     |
| D                | Makan Traoré             |               | svincolato                     |
| D                | Harold Voyer             | Poissy        | definitivo                     |
| D                | Dan-Axel Zagadou         |               | svincolato                     |
| C                | Gustavo Hebling          |               | svincolato                     |
| C                | Gaëtan Robail            | Cercle Brugge | prestito                       |
| C                | Boubakary Soumaré        |               | svincolato                     |
| A                | Rémi Cabral              | Metz          | definitivo                     |
| A                | Wilfried Kanga           |               | svincolato                     |
| A                | Bardou Mapeja            |               | svincolato                     |
| A                | Mayingila N'Zuzi-Mata    | ACBB          | definitivo                     |
| A                | Devon Romil              | Concarneau    | definitivo                     |

### Sessione invernale(dal 01/01 al 31/01)
| Acquisti         | Acquisti       | Acquisti      | Acquisti      |
| R.               | Nome           | da            | Modalità      |
| ---------------- | -------------- | ------------- | ------------- |
| C                | Lassana Diarra |               | svincolato    |
| Altre operazioni |                |               |               |
| R.               | Nome           | da            | Modalità      |
| C                | Gaëtan Robail  | Cercle Brugge | fine prestito |

| Cessioni         | Cessioni         | Cessioni     | Cessioni                    |
| R.               | Nome             | a            | Modalità                    |
| ---------------- | ---------------- | ------------ | --------------------------- |
| P                | Rémy Descamps    | Tours        | prestito                    |
| C                | Alec Georgen     | AZ Alkmaar   | prestito                    |
| C                | Lucas            | Tottenham    | definitivo (28,4 milioni €) |
| Altre operazioni |                  |              |                             |
| R.               | Nome             | a            | Modalità                    |
| C                | Yohan Demoncy    | Orléans      | prestito                    |
| C                | Romain Habran    | Anversa      | definitivo                  |
| C                | Bryan Labissière |              | svincolato                  |
| C                | Gaëtan Robail    | Valenciennes | prestito                    |
| A                | Moussa Diaby     | Crotone      | prestito                    |

## Risultati

### Ligue 1

#### Girone di andata
| Arbitro: | Lesage |

|                        |           |  |
| Cavani 42’ Pastore 80’ | Marcatori |  |

| Arbitro: | Gautier |

|  |           |                                        |
|  | Marcatori | 52’ (aut.) Ikoko 62’ Cavani 82’ Neymar |

| Arbitro: | Delerue |

|                                                                        |           |                        |
| Neymar 31’, 90+2’ Rabiot 35’ Cavani 75’ (rig.) Pastore 82’ Kurzawa 84’ | Marcatori | 18’ Gradel 78’ Jullien |

| Arbitro: | Turpin |

|                                         |           |  |
| Cavani 20’ (rig.), 89’ Thiago Motta 51’ | Marcatori |  |

| Arbitro: | Desiage |

|             |           |                                                 |
| Rivière 37’ | Marcatori | 31’, 75’ Cavani 59’ Mbappé 69’ Neymar 88’ Lucas |

| Arbitro: | Buquet |

|                                     |           |  |
| Marcelo 75’ (aut.) Morel 86’ (aut.) | Marcatori |  |

| Montpellier 23 settembre 2017, ore 17:00 CEST 7ª giornata | Montpellier | 0 – 0 referto | Paris Saint-Germain | Stade de la Mosson (20.975 spett.)\| Arbitro: \| Turpin \| |
| Arbitro:                                                  | Turpin      |               |                     |                                                            |

| Arbitro: | Letexier |

|                                                                     |           |                                |
| Neymar 5’, 40’ (rig.) Cavani 12’ Meunier 21’ Draxler 45’ Mbappé 58’ | Marcatori | 31’ Sankharé 90’ (rig.) Malcom |

| Arbitro: | Miguelgorry |

|             |           |                    |
| Jeannot 87’ | Marcatori | 70’, 90+3’ Meunier |

| Arbitro: | Buquet |

|                              |           |                         |
| Luiz Gustavo 16’ Thauvin 78’ | Marcatori | 33’ Neymar 90+3’ Cavani |

| Arbitro: | Chapron |

|                                 |           |  |
| Cavani 3’, 31’ Dante 52’ (aut.) | Marcatori |  |

| Arbitro: | Bastien |

|  |           |                                            |
|  | Marcatori | 5’, 84’ Mbappé 14’ Draxler 30’, 60’ Cavani |

| Arbitro: | Rainville |

|                                          |           |              |
| Cavani 38’, 79’ Di María 42’ Pastore 65’ | Marcatori | 60’ Nakoulma |

| Arbitro: | Letexier |

|              |           |                              |
| Moutinho 81’ | Marcatori | 19’ Cavani 52’ (rig.) Neymar |

| Arbitro: | Brisard |

|                       |           |  |
| Neymar 73’ Cavani 90’ | Marcatori |  |

| Arbitro: | Buquet |

|                          |           |            |
| Da Costa 13’ Bahoken 65’ | Marcatori | 42’ Mbappé |

| Arbitro: | Hamel |

|                                       |           |              |
| Di María 28’ Pastore 49’ Mbappé 90+3’ | Marcatori | 86’ El Ghazi |

| Arbitro: | Gautier |

|            |           |                                      |
| Mubele 53’ | Marcatori | 4’, 76’ Neymar 17’ Mbappé 75’ Cavani |

| Arbitro: | Abed |

|                                     |           |                    |
| Cavani 21’ Mbappé 57’ Berchiche 81’ | Marcatori | 90’ (rig.) Santini |

#### Girone di ritorno
| Arbitro: | Chapron |

|  |           |              |
|  | Marcatori | 12’ Di María |

| Arbitro: | Thual |

|                                                                         |           |  |
| Di María 4’, 15’ Cavani 21’ Neymar 42’, 57’, 73’, 83’ (rig.) Mbappé 77’ | Marcatori |  |

| Arbitro: | Turpin |

|                      |           |               |
| Fekir 2’ Depay 90+3’ | Marcatori | 45+3’ Kurzawa |

| Arbitro: | Schneider |

|                                                |           |  |
| Cavani 11’ Neymar 40’ (rig.), 82’ Di María 70’ | Marcatori |  |

| Arbitro: | Hamel |

|  |           |                                       |
|  | Marcatori | 45’ Berchiche 78’ Neymar 88’ Lo Celso |

| Arbitro: | Buquet |

|  |           |            |
|  | Marcatori | 68’ Neymar |

| Arbitro: | Leonard |

|                                                     |           |                       |
| Draxler 11’ Neymar 22’ Di María 23’ Cavani 72’, 79’ | Marcatori | 6’ Aholou 67’ Bahoken |

| Arbitro: | Bastien |

|                                          |           |  |
| Mbappé 10’ Rolando 28’ (aut.) Cavani 56’ | Marcatori |  |

| Arbitro: | Abed |

|  |           |                         |
|  | Marcatori | 47’ Di María 77’ Nkunku |

| Arbitro: | Delerue |

|                                                          |           |  |
| Meunier 5’ Nkunku 20’, 28’ Mbappé 45+1’ Thiago Silva 82’ | Marcatori |  |

| Arbitro: | Letexier |

|                   |           |                             |
| Saint-Maximin 17’ | Marcatori | 21’ Di María 82’ Dani Alves |

| Arbitro: | Desiage |

|                 |           |                 |
| Mbappé 12’, 26’ | Marcatori | 76’ Toko Ekambi |

| Arbitro: | Rainville |

|             |           |                      |
| Cabella 17’ | Marcatori | 90+2’ (aut.) Debuchy |

| Arbitro: | Buquet |

|                                                                              |           |           |
| Lo Celso 14’, 28’ Cavani 35’ Di María 20’, 59’ Falcao 77’ (aut.) Draxler 87’ | Marcatori | 38’ Lopes |

| Arbitro: | Gautier |

|  |           |              |
|  | Marcatori | 77’ Lo Celso |

| Arbitro: | Moreira |

|                        |           |                     |
| Cavani 75’ (rig.), 83’ | Marcatori | 45’ Blas 68’ Briand |

| Arbitro: | Ben El Hadj |

|                 |           |                       |
| Konaté 47’, 79’ | Marcatori | 26’ Cavani 64’ Nkunku |

| Arbitro: | Turpin |

|  |           |                                 |
|  | Marcatori | 52’ (rig.) Bourigeaud 71’ Hunou |

| Caen 19 maggio 2018, ore 21:00 CEST 38ª giornata | Caen    | 0 – 0 referto | Paris Saint-Germain | Stade Michel d'Ornano (10.834 spett.)\| Arbitro: \| Gautier \| |
| Arbitro:                                         | Gautier |               |                     |                                                                |

### Coupe de France
| Arbitro: | Delerue |

|                       |           |                                                  |
| Bourigeaud 66’ (rig.) | Marcatori | 9’, 75’ Mbappé 17’, 43’ Neymar 23’, 74’ Di María |

| Arbitro: | Gautier |

|                                                        |           |                                        |
| Rabiot 21’ Déaux 24’ (aut.) Pastore 64’ Marquinhos 89’ | Marcatori | 33’ (rig.) Thuram 75’ (rig.) N'Gbakoto |

| Arbitro: | Brisard |

|            |           |                                  |
| Martin 13’ | Marcatori | 1’, 59’, 62’ Di María 27’ Cavani |

| Arbitro: | Turpin |

|                                |           |  |
| Di María 45+1’, 48’ Cavani 81’ | Marcatori |  |

| Arbitro: | Letexier |

|              |           |                              |
| Diomandé 43’ | Marcatori | 25’, 81’ Mbappé 90+5’ Nkunku |

| Arbitro: | Lesage |

|  |           |                                |
|  | Marcatori | 26’ Lo Celso 74’ (rig.) Cavani |

### Coupe de la Ligue
| Arbitro: | Lesage |

|                       |           |                                                            |
| Grimm 36’ Balayak 88’ | Marcatori | 13’ (aut.) Salmier 25’ Di María 62’ Dani Alves 78’ Draxler |

| Arbitro: | Rainville |

|  |           |                              |
|  | Marcatori | 53’ (rig.) Neymar 78’ Rabiot |

| Arbitro: | Lesage |

|                       |           |                                         |
| Sakho 85’ Prcić 90+2’ | Marcatori | 24’ Meunier 54’ Marquinhos 58’ Lo Celso |

| Arbitro: | Turpin |

|                                    |           |  |
| Cavani 8’ (rig.), 86’ Di María 21’ | Marcatori |  |

### Champions League

#### Fase a gironi
| Arbitro: | Orsato |

|  |           |                                                                |
|  | Marcatori | 19’ Neymar 34’ Mbappé 40’ (rig.), 85’ Cavani 83’ (aut.) Lustig |

| Arbitro: | Lahoz |

|                                     |           |  |
| Dani Alves 2’ Cavani 31’ Neymar 63’ | Marcatori |  |

| Arbitro: | Královec |

|  |           |                                              |
|  | Marcatori | 3’ Mbappé 44’ Cavani 66’ Neymar 88’ Di María |

| Arbitro: | Fernández Borbalán |

|                                                 |           |  |
| Verratti 30’ Neymar 45+4’ Kurzawa 52’, 72’, 78’ | Marcatori |  |

| Arbitro: | Sidīropoulos |

|                                                                       |           |            |
| Neymar 9’, 22’ Cavani 28’, 79’ Mbappé 35’ Verratti 75’ Dani Alves 80’ | Marcatori | 1’ Dembélé |

| Arbitro: | Çakır |

|                                 |           |            |
| Lewandowski 8’ Tolisso 37’, 69’ | Marcatori | 50’ Mbappé |

#### Fase a eliminazione diretta
| Arbitro: | Rocchi |

|                                     |           |            |
| Ronaldo 45’ (rig.), 83’ Marcelo 86’ | Marcatori | 33’ Rabiot |

| Arbitro: | Brych |

|            |           |                          |
| Cavani 71’ | Marcatori | 51’ Ronaldo 80’ Casemiro |

### Trophée des champions
| Arbitro: | El Jaafari |

|            |           |                           |
| Sidibé 30’ | Marcatori | 51’ Dani Alves 63’ Rabiot |

## Statistiche

### Statistiche di squadra
| Competizione          | Punti | In casa | In casa | In casa | In casa | In casa | In casa | In trasferta | In trasferta | In trasferta | In trasferta | In trasferta | In trasferta | Totale | Totale | Totale | Totale | Totale | Totale | DR   |
| Competizione          | Punti | G       | V       | N       | P       | Gf      | Gs      | G            | V            | N            | P            | Gf           | Gs           | G      | V      | N      | P      | Gf     | Gs     | DR   |
| --------------------- | ----- | ------- | ------- | ------- | ------- | ------- | ------- | ------------ | ------------ | ------------ | ------------ | ------------ | ------------ | ------ | ------ | ------ | ------ | ------ | ------ | ---- |
| Ligue 1               | 93    | 19      | 17      | 1       | 1       | 70      | 15      | 19           | 12           | 5            | 2            | 38           | 14           | 38     | 29     | 6      | 3      | 108    | 29     | +79  |
| Coupe de France       | -     | 2       | 2       | 0       | 0       | 7       | 2       | 3            | 3            | 0            | 0            | 13           | 3            | 6      | 6      | 0      | 0      | 22     | 5      | +17  |
| Coupe de la Ligue     | -     | -       | -       | -       | -       | -       | -       | 3            | 3            | 0            | 0            | 9            | 4            | 4      | 4      | 0      | 0      | 12     | 4      | +8   |
| Champions League      | -     | 4       | 3       | 0       | 1       | 16      | 3       | 4            | 2            | 0            | 2            | 11           | 6            | 8      | 5      | 0      | 3      | 27     | 9      | +18  |
| Trophée des champions | -     | -       | -       | -       | -       | -       | -       | -            | -            | -            | -            | -            | -            | 1      | 1      | 0      | 0      | 2      | 1      | +1   |
| Totale                | -     | 25      | 22      | 1       | 2       | 93      | 20      | 29           | 20           | 5            | 4            | 71           | 27           | 57     | 45     | 6      | 6      | 171    | 48     | +123 |

### Andamento in campionato
| Giornata  | 1 | 2 | 3 | 4 | 5 | 6 | 7 | 8 | 9 | 10 | 11 | 12 | 13 | 14 | 15 | 16 | 17 | 18 | 19 | 20 | 21 | 22 | 23 | 24 | 25 | 26 | 27 | 28 | 29 | 30 | 31 | 32 | 33 | 34 | 35 | 36 | 37 | 38 |
| --------- | - | - | - | - | - | - | - | - | - | -- | -- | -- | -- | -- | -- | -- | -- | -- | -- | -- | -- | -- | -- | -- | -- | -- | -- | -- | -- | -- | -- | -- | -- | -- | -- | -- | -- | -- |
| Luogo     | C | T | C | C | T | C | T | C | T | T  | C  | T  | C  | T  | C  | T  | C  | T  | C  | T  | C  | T  | C  | T  | T  | C  | C  | T  | C  | T  | C  | T  | C  | T  | C  | T  | C  | T  |
| Risultato | V | V | V | V | V | V | N | V | V | N  | V  | V  | V  | V  | V  | P  | V  | V  | V  | V  | V  | P  | V  | V  | V  | V  | V  | V  | V  | V  | V  | N  | V  | V  | N  | N  | P  | N  |
| Posizione | 5 | 2 | 1 | 1 | 1 | 1 | 1 | 1 | 1 | 1  | 1  | 1  | 1  | 1  | 1  | 1  | 1  | 1  | 1  | 1  | 1  | 1  | 1  | 1  | 1  | 1  | 1  | 1  | 1  | 1  | 1  | 1  | 1  | 1  | 1  | 1  | 1  | 1  |

Fonte:  Classements, su lfp.fr, LFP.
Legenda:

Luogo: C = Casa; T = Trasferta. Risultato: V = Vittoria; N = Pareggio; P = Sconfitta.

### Statistiche dei giocatori
| Giocatore        | Ligue 1  | Ligue 1 | Ligue 1     | Ligue 1    | Coupe de France Coupe de la Ligue | Coupe de France Coupe de la Ligue | Coupe de France Coupe de la Ligue | Coupe de France Coupe de la Ligue | Champions League | Champions League | Champions League | Champions League | Trophée des Champions | Trophée des Champions | Trophée des Champions | Trophée des Champions | Totale   | Totale | Totale      | Totale     |
| Giocatore        | Presenze | Reti    | Ammonizioni | Espulsioni | Presenze                          | Reti                              | Ammonizioni                       | Espulsioni                        | Presenze         | Reti             | Ammonizioni      | Espulsioni       | Presenze              | Reti                  | Ammonizioni           | Espulsioni            | Presenze | Reti   | Ammonizioni | Espulsioni |
| ---------------- | -------- | ------- | ----------- | ---------- | --------------------------------- | --------------------------------- | --------------------------------- | --------------------------------- | ---------------- | ---------------- | ---------------- | ---------------- | --------------------- | --------------------- | --------------------- | --------------------- | -------- | ------ | ----------- | ---------- |
| Y. Adli          | 0        | 0       | 0           | 0          | 0                                 | 0                                 | 0                                 | 0                                 | -                | -                | -                | -                | -                     | -                     | -                     | -                     | 0        | 0      | 0           | 0          |
| A. Areola        | 34       | -25     | 0           | 0          | 0                                 | -0                                | 0                                 | 0                                 | 8                | -9               | 0                | 0                | 1                     | -1                    | 0                     | 0                     | 43       | -35    | 0           | 0          |
| S. Aurier        | -        | -       | -           | -          | -                                 | -                                 | -                                 | -                                 | -                | -                | -                | -                | -                     | -                     | -                     | -                     | -        | -      | -           | -          |
| J. Bahebeck      | -        | -       | -           | -          | -                                 | -                                 | -                                 | -                                 | -                | -                | -                | -                | -                     | -                     | -                     | -                     | -        | -      | -           | -          |
| H. Ben Arfa      | -        | -       | -           | -          | -                                 | -                                 | -                                 | -                                 | -                | -                | -                | -                | -                     | -                     | -                     | -                     | -        | -      | -           | -          |
| Y. Berchiche     | 21       | 2       | 4           | 0          | 5+3                               | 0                                 | 3+0                               | 0                                 | 2                | 0                | 0                | 0                | -                     | -                     | -                     | -                     | 31       | 2      | 7           | 0          |
| A. Bernede       | 0        | 0       | 0           | 0          | -                                 | -                                 | -                                 | -                                 | -                | -                | -                | -                | -                     | -                     | -                     | -                     | 0        | 0      | 0           | 0          |
| L. Callegari     | 0        | 0       | 0           | 0          | -                                 | -                                 | -                                 | -                                 | -                | -                | -                | -                | -                     | -                     | -                     | -                     | 0        | 0      | 0           | 0          |
| E. Cavani        | 32       | 28      | 3           | 0          | 5+2                               | 3+2                               | 0                                 | 0                                 | 8                | 7                | 1                | 0                | 1                     | 0                     | 0                     | 0                     | 48       | 40     | 4           | 0          |
| S. Cibois        | 0        | 0       | 0           | 0          | -                                 | -                                 | -                                 | -                                 | -                | -                | -                | -                | -                     | -                     | -                     | -                     | 0        | 0      | 0           | 0          |
| Dani Alves       | 25       | 1       | 7           | 1          | 4+3                               | 0+1                               | 0                                 | 0                                 | 8                | 2                | 0                | 0                | 1                     | 1                     | 0                     | 0                     | 41       | 5      | 7           | 1          |
| R. Descamps      | 0        | -0      | 0           | 0          | -                                 | -                                 | -                                 | -                                 | -                | -                | -                | -                | -                     | -                     | -                     | -                     | 0        | -0     | 0           | 0          |
| L. Diarra        | 9        | 0       | 4           | 0          | 2+2                               | 0                                 | 0                                 | 0                                 | 1                | 0                | 0                | 0                | -                     | -                     | -                     | -                     | 14       | 0      | 4           | 0          |
| A. Di María      | 30       | 11      | 1           | 0          | 6+4                               | 7+2                               | 0                                 | 0                                 | 5                | 1                | 0                | 0                | -                     | -                     | -                     | -                     | 45       | 21     | 1           | 0          |
| J. Draxler       | 30       | 4       | 1           | 0          | 6+3                               | 0+1                               | 0+1                               | 0                                 | 8                | 0                | 1                | 0                | -                     | -                     | -                     | -                     | 47       | 5      | 3           | 0          |
| O. Édouard       | -        | -       | -           | -          | -                                 | -                                 | -                                 | -                                 | -                | -                | -                | -                | -                     | -                     | -                     | -                     | -        | -      | -           | -          |
| A. Georgen       | 0        | 0       | 0           | 0          | 0                                 | -0                                | 0                                 | 0                                 | -                | -                | -                | -                | -                     | -                     | -                     | -                     | 0        | 0      | 0           | 0          |
| G. Guedes        | 1        | 0       | 0           | 0          | -                                 | -                                 | -                                 | -                                 | -                | -                | -                | -                | 1                     | 0                     | 0                     | 0                     | 2        | 0      | 0           | 0          |
| Jesé             | -        | -       | -           | -          | -                                 | -                                 | -                                 | -                                 | -                | -                | -                | -                | 0                     | 0                     | 0                     | 0                     | 0        | 0      | 0           | 0          |
| P. Kimpembe      | 27       | 0       | 10          | 2          | 4+3                               | 0                                 | 0                                 | 0                                 | 3                | 0                | 0                | 0                | 0                     | 0                     | 0                     | 0                     | 37       | 0      | 10          | 2          |
| G. Krychowiak    | -        | -       | -           | -          | -                                 | -                                 | -                                 | -                                 | -                | -                | -                | -                | -                     | -                     | -                     | -                     | -        | -      | -           | -          |
| L. Kurzawa       | 20       | 2       | 1           | 0          | 1+0                               | 0                                 | 0                                 | 0                                 | 6                | 3                | 0                | 0                | 1                     | 0                     | 0                     | 0                     | 28       | 5      | 1           | 0          |
| G. Lo Celso      | 33       | 4       | 2           | 0          | 4+4                               | 1+1                               | 1+0                               | 0                                 | 7                | 0                | 1                | 0                | 0                     | 0                     | 0                     | 0                     | 48       | 6      | 4           | 0          |
| Lucas            | 5        | 1       | 1           | 0          | 0+1                               | 0                                 | 0                                 | 0                                 | 0                | 0                | 0                | 0                | -                     | -                     | -                     | -                     | 6        | 1      | 1           | 0          |
| Marquinhos       | 25       | 0       | 1           | 0          | 3+3                               | 1+1                               | 0                                 | 0                                 | 8                | 0                | 1                | 0                | 1                     | 0                     | 0                     | 0                     | 40       | 2      | 2           | 0          |
| K. Mbappé        | 27       | 13      | 2           | 0          | 5+4                               | 4+0                               | 0                                 | 0+1                               | 8                | 4                | 1                | 0                | -                     | -                     | -                     | -                     | 44       | 21     | 3           | 1          |
| B. Matuidi       | 2        | 0       | 0           | 0          | -                                 | -                                 | -                                 | -                                 | -                | -                | -                | -                | 1                     | 0                     | 0                     | 0                     | 3        | 0      | 0           | 0          |
| T. Meunier       | 23       | 4       | 3           | 0          | 5+3                               | 0+1                               | 1+0                               | 0                                 | 1                | 0                | 1                | 0                | 1                     | 0                     | 0                     | 0                     | 33       | 5      | 5           | 0          |
| Neymar           | 20       | 19      | 6           | 1          | 2+1                               | 1+2                               | 1                                 | 0                                 | 7                | 6                | 1                | 0                | -                     | -                     | -                     | -                     | 30       | 28     | 8           | 1          |
| C. Nkunku        | 19       | 4       | 0           | 0          | 3+3                               | 1+0                               | 0+1                               | 0                                 | -                | -                | -                | -                | 1                     | 0                     | 0                     | 0                     | 26       | 5      | 1           | 0          |
| S. Nsoki         | 1        | 0       | 0           | 0          | 0                                 | 0                                 | 0                                 | 0                                 | -                | -                | -                | -                | -                     | -                     | -                     | -                     | 1        | 0      | 0           | 0          |
| J. Pastore       | 24       | 4       | 2           | 0          | 5+3                               | 1+0                               | 0                                 | 0                                 | 3                | 0                | 0                | 0                | 1                     | 0                     | 0                     | 0                     | 36       | 5      | 2           | 0          |
| R. Pereira de Sa | -        | -       | -           | -          | -                                 | -                                 | -                                 | -                                 | -                | -                | -                | -                | -                     | -                     | -                     | -                     | -        | -      | -           | -          |
| A. Rabiot        | 32       | 1       | 2           | 0          | 5+3                               | 1+1                               | 0                                 | 0                                 | 8                | 1                | 1                | 0                | 1                     | 1                     | 0                     | 0                     | 49       | 5      | 3           | 0          |
| K. Rimane        | 0        | 0       | 0           | 0          | -                                 | -                                 | -                                 | -                                 | -                | -                | -                | -                | -                     | -                     | -                     | -                     | 0        | 0      | 0           | 0          |
| Thiago Motta     | 18       | 1       | 3           | 1          | 4+0                               | 0                                 | 0                                 | 0                                 | 4                | 0                | 1                | 0                | 1                     | 0                     | 0                     | 0                     | 27       | 1      | 4           | 1          |
| Thiago Silva     | 25       | 1       | 5           | 0          | 5+2                               | 0                                 | 0                                 | 0                                 | 6                | 0                | 0                | 0                | 1                     | 0                     | 0                     | 0                     | 39       | 1      | 5           | 0          |
| K. Trapp         | 3        | -4      | 0           | 0          | 6+4                               | -9                                | 0                                 | 1+0                               | 0                | -0               | 0                | 0                | 0                     | -0                    | 0                     | 0                     | 13       | -13    | 0           | 1          |
| M. Verratti      | 21       | 0       | 10          | 1          | 3+4                               | 0                                 | 1+0                               | 0                                 | 8                | 2                | 3                | 1                | 1                     | 0                     | 1                     | 0                     | 37       | 2      | 15          | 2          |
| T. Weah          | 2        | 0       | 1           | 0          | -                                 | -                                 | -                                 | -                                 | -                | -                | -                | -                | -                     | -                     | -                     | -                     | 2        | 0      | 1           | 0          |